# Park im. Wincentego á Paulo w Krakowie
Park im. Wincentego á Paulo – park w Krakowie, w dzielnicy V Krowodrza położony pomiędzy ulicami: Bydgoską, Stanisława Skarbińskiego, Juliusza Lea, Misjonarską i aleją Kijowską.
Powstał po II wojnie światowej na obszarze dawnych ogrodów Misjonarskich i parafialnych, przy kościele Najświętszej Maryi Panny z Lourdes. Pierwotnie nosił imię Adama Polewki – publicysty, pisarza, tłumacza, lewicowego działacza politycznego, posła na Sejm Ustawodawczy. Stojący tam jego pomnik usunięto po 1989 r. a park Uchwałą Rady Miasta Krakowa w 1991 r. został Parkiem im. Wincentego á Paulo.
W 2008 r. został rozstrzygnięty przetarg na zagospodarowanie terenu Parku Wincentego á Paulo w Krakowie i park został odnowiony.

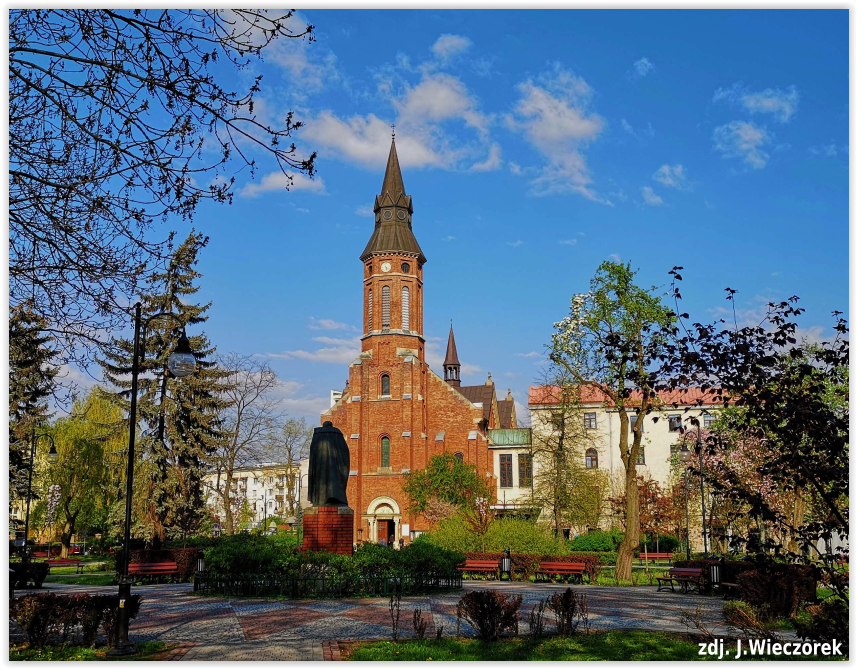
Park z widokiem na kościół NMP z Lourdes

W kwietniu 2010 r. odsłonięto i poświęcono pomnik patrona parku, Wincentego á Paulo – francuskiego księdza katolickiego, założyciela zgromadzeń szarytek i lazarystów, świętego Kościoła katolickiego, pioniera Misji. Rzeźba odlana z brązu przedstawia postać Świętego błogosławiącego małego chłopca, została umieszczona na ceglanym cokole. Autorem pomnika jest dr Karol Badyna.

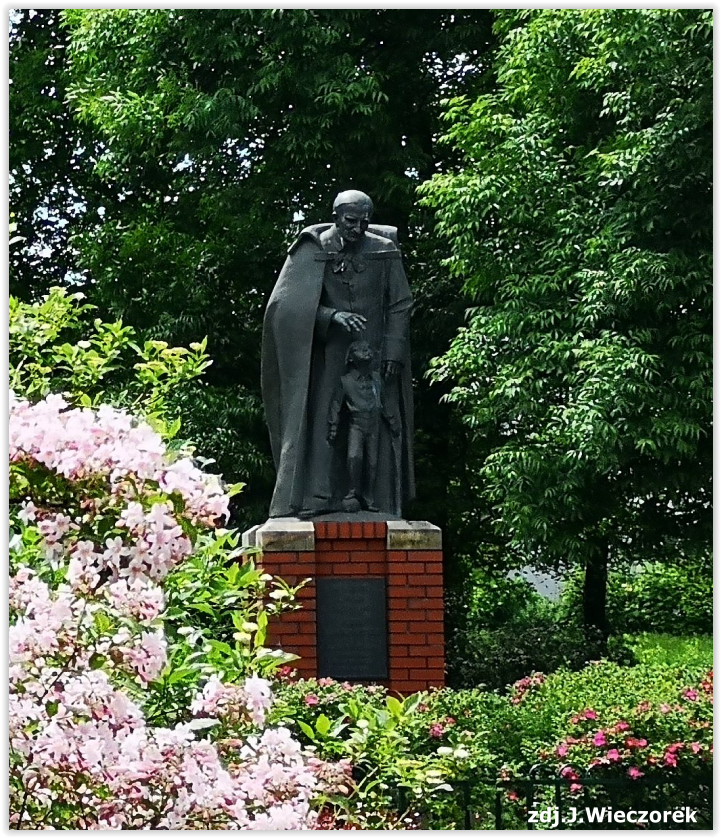
Pomnik Wincentego a Paulo